# Antitrygodes kirwiriensis
Antitrygodes kirwiriensis är en fjärilsart som beskrevs av Louis Beethoven Prout 1938. Antitrygodes kirwiriensis ingår i släktet Antitrygodes och familjen mätare. Inga underarter finns listade i Catalogue of Life.